# 史納比
史納比（英文：Snuppy，2005年4月24日－2016年5月）是世界上第一隻透過複製技術而誕生的狗，即首隻複製狗。史納比是一隻阿富汗獵犬，由韓國首爾大學的黃禹錫教授所帶領的一隊科學家所製造。“Snuppy”這個名稱其實是“SNU”（首爾大學的英文名縮寫）及“Puppy”（小狗）合起來而成的。
複製狗隻一直都是克隆技術的一個挑戰，原因是狗隻在排卵時，卵子還未成熟。因此，科學家需要在短時間的排卵期內搜集足夠作研究用的卵子。而研究員為了成功複製狗隻，他們把1095隻受精卵放入123隻狗媽媽體內，當中只有三個胚胎成功發育。不過，當中有一個胚胎流產、一隻小狗在出世後三周因肺炎而離世，只有史納比能夠成功生存達三個月之久。
2005年，黃禹錫被發現其多項「先進科學技術」竟為捏造論文，使人們懷疑包括史納比之內的實驗都是偽造的。但2006年1月10日治首爾國立大學調查結果，史納比的確是複製技術狗。

## 參看
- 複製